# 하기와라 에미코
하기와라 에미코(萩原 えみこ, 1971년 9월 19일 ~ )는 일본의 여성 성우이다. 도쿄배우생활협동조합 소속이다. 과거에 이름을 하기와라 에미코(萩原 恵美子)로 적기도 하였다.

## 출연작

### TV 애니메이션
1996년
- 아이들의 장난감(유나)
- 체포하겠어(여성경찰)
- 몬스터 팜 ~원반석의 비밀~(악어, 토끼, 동생, 유년기 라이거)

1998년
- GTO (만화)(사토 요코)

2003년
- 원더 베빌군(쇼코)

2004년
- 엘펜리트(마유)

2005년
- D.C 다카포 Second Season(츠키시로 아리스)
- 투하트2(HMX-17a 이루파)

2007년
- 레 미제라블 소녀 코제트 (팡티느)

2008년
- 연희무쌍 (여포)

### OVA
1999년
- 취작(타카베 에리)

2001년
- 취작 Replay(타카베 에리)

2002년
- 귀작(히메노 유리)

2003년
- 취작 Liberty(타카베 에리)

2004년
- 귀작 혼(히메노 유리)

2007년
- 투하트2 OVA(HMX-17a 이루파)

2008년
- 투하트2 Another Days(HMX-17a 이루파)

2009년
- 투하트2Another Days PLUS(HMX-17a 이루파)

### 게임
2001년
- Railway ~여기에 있는 꿈~ (후지노키 후타에) : 이무라야 호노카 (井村屋ほのか) 명의
- 취작(타카베 에리)
- 귀작(히메노 유리)

2002년
- BLUE (키리시마 미즈호) : 이무라야 호노카 (井村屋ほのか) 명의
- 모모코짱 for Me R 외전 ~반지에 담은 추억 (야마구치 마이코) : 이무라야 호노카 (井村屋ほのか) 명의

2003년
- 상처입은 소녀 - 상처 입은 자들의 학원 외전 - (신도우 나루미) : 이무라야 호노카 (井村屋ほのか) 명의
- 천사가 없는 12월 (스마데라 유키오) : 이무라야 호노카 (井村屋ほのか) 명의
- 마-지～MARGINAL~ (미라루카) : 이무라야 호노카 (井村屋ほのか) 명의

2004년
- D.C.P.S. ~다카포 플러스 시츄에이션 (츠키시로 아리스)
- 투하트2(HMX-17a 이루파)

2005년
- D.C. Four Seasons ~다카포~ 포 시즌즈 (츠키시로 아리스)
- ToHeart2 XRATED（HMX-17a 이루파) : 이무라야 호노카 (井村屋ほのか) 명의
- 카르타그라 ~혼의 고뇌~ (아야사키 타카코) : 이무라야 호노카 (井村屋ほのか) 명의
- 카르타그라 ~달빛 광기의 병~ (아야사키 타카코) : 이무라야 호노카 (井村屋ほのか) 명의
- 협박2~상처에 피는 꽃 선혈의 다홍색 (아케히메 마유) : 이무라야 호노카 (井村屋ほのか) 명의
- 감연천사 ~스위트 스위트 엔젤~ (혼죠 료코) : 이무라야 호노카 (井村屋ほのか) 명의
- 프린세스 세레나데 (카렌) : 이무라야 호노카 (井村屋ほのか) 명의

2006년
- 아득히 우러러본 아름다운 (니레 스미카) : 이무라야 호노카 (井村屋ほのか) 명의
- Horizont -지평선- (이사도라·카라스) : 이무라야 호노카 (井村屋ほのか) 명의
- 매지컬 티쳐 - 선생님은 마녀? - (유즈키 카나) : 이무라야 호노카 (井村屋ほのか) 명의
- 마를 수태한 처녀의 고열 (코토시로 미사오) : 이무라야 호노카 (井村屋ほのか) 명의
- 라그나☆사이언스 (나카츠카 린) : 이무라야 호노카 (井村屋ほのか) 명의

2007년
- 내일의 너와 만나기 위해 (후지사키 아사히) : 이무라야 호노카 (井村屋ほのか) 명의
- 오 나의 아가씨 (하시노 스미) : 이무라야 호노카 (井村屋ほのか) 명의
- 키미하구 (사쿠라노 미렌) : 이무라야 호노카 (井村屋ほのか) 명의
- 연희무쌍 ~두근☆소녀들의 삼국지 연의~ (여포) : 이무라야 호노카 (井村屋ほのか) 명의
- 프리미티브 링크 (메이야 레노라) : 이무라야 호노카 (井村屋ほのか) 명의
- 해피 프린세스 (리즈로테 폰 로젠크로네) : 이무라야 호노카 (井村屋ほのか) 명의

2008년
- 내일의 나나미와 만나기 위해 (후지사키 아사히) : 이무라야 호노카 (井村屋ほのか) 명의
- 사쿠라 슈트랏세 (루리) : 이무라야 호노카 (井村屋ほのか) 명의
- 연희†몽상 ~움찔 소녀 투성이의 삼국지 연의~ (여포)
- 창해의 황녀들 (스티아 노르) : 이무라야 호노카 (井村屋ほのか) 명의
- ToHeart 2 Another Days （HMX-17a 이루파) : 이무라야 호노카 (井村屋ほのか) 명의
- 우리들에게 날개는 없다 ~Prelude~ (요네다 유우) : 이무라야 호노카 (井村屋ほのか) 명의
- 사쿠란보 슈트랏세 (루리) : 이무라야 호노카 (井村屋ほのか) 명의
- 11eyes -죄와 벌과 속죄의 소녀 (모모노 시오리) : 이무라야 호노카 (井村屋ほのか) 명의
- Coming×Humming!!（타카토오 스즈카) : 이무라야 호노카 (井村屋ほのか) 명의
- 해피 프린세스 - Another Fairytale - (리즈로테 폰 로젠크로네) : 이무라야 호노카 (井村屋ほのか) 명의
- 체이스트☆체이스 (히메가미) : 이무라야 호노카 (井村屋ほのか) 명의
- 진 연희무쌍 ~소녀요란☆삼국지연의~ (여포) : 이무라야 호노카 (井村屋ほのか) 명의
- 던전크루세이더즈2 영겁의 낙원 (네다) : 이무라야 호노카 (井村屋ほのか) 명의
- 매지컬라이드 (에미리) : 이무라야 호노카 (井村屋ほのか) 명의

2009년
- 우리들에게 날개는 없다 (요네다 유우) : 이무라야 호노카 (井村屋ほのか) 명의
- 마지스키 〜Marginal Skip〜 (토스쿠) : 이무라야 호노카 (井村屋ほのか) 명의
- 미코코 (타케가미 사요) : 이무라야 호노카 (井村屋ほのか) 명의
- Stellar☆Theater (카노우 하루카) : 이무라야 호노카 (井村屋ほのか) 명의
- 77 〜And, two stars meet again〜 (아마네 루루) : 이무라야 호노카 (井村屋ほのか) 명의
- 헬리오트로프 ―그것은 죽음에 이르는 신의 사랑- (스카이 유즈카) : 이무라야 호노카 (井村屋ほのか) 명의
- 메모리아 (아이카와 토모에) : 이무라야 호노카 (井村屋ほのか) 명의
- 가치 아가씨 퀸텟 (에리셀 헬로우즈) : 이무라야 호노카 (井村屋ほのか) 명의
- 11eyes CrossOver (모모노 시오리)
- BaldrSky Dive1 (키리시마 레인) : 이무라야 호노카 (井村屋ほのか) 명의
- BaldrSky Dive2 (키리시마 레인) : 이무라야 호노카 (井村屋ほのか) 명의

### 기타
- 신케이세이 선 역 안내 방송